# Road to Saint Ives
Albums de John Surman
Private City
(1986) Adventure Playground
(1991)
Road to Saint Ives est un album du saxophoniste anglais John Surman, enregistré et sorti en 1990 sur le label ECM.
L'inspiration de Road to Saint Ives vient des paysages et de l'histoire de la cornouailles. Chaque morceau de l'album est nommé d'après une localité du comté. Les noms sont choisis par Surman pour leur curiosité, et les pièces ne sont pas des portraits musicaux de ces lieux mais seulement une source d'inspiration.

## Liste des pistes
Toutes les compositions sont de John Surman.
| No  | Titre           | Durée |
| --- | --------------- | ----- |
| 1.  | Polperro        | 2:06  |
| 2.  | Tintagel        | 12:10 |
| 3.  | Trethevy Quoit  | 0:53  |
| 4.  | Rame Head       | 4:39  |
| 5.  | Mevagissey      | 6:50  |
| 6.  | Lostwithiel     | 1:25  |
| 7.  | Perranporth     | 1:58  |
| 8.  | Bodmin Moor     | 6:40  |
| 9.  | Kelly Bray      | 1:22  |
| 10. | Piperspool      | 5:08  |
| 11. | Marazion        | 2:35  |
| 12. | Bedruthan Steps | 7:28  |

## Musicien
- John Surman : saxophone soprano, saxophone baryton, clarinette basse, synthétiseur, percussions

## Critiques
La critique du site AllMusic par Stacia Proefrock attribue 4/5 à l'album.